# Пољско-османски рат (1672–1676)
Пољско-османски рат вођен је од 1672. до 1676. године између Османског царства и Пољско-литванске уније. Део је Пољско-османских ратова, а завршен је победом Турске.

## Рат
Татари су 1671. године упали у Украјину, а следеће године и турски султан Мехмед IV са око 100.000 људи. Слабије пољске снаге поражене су 22. августа 1672. године код Камјењеца Подолског. Турци потом опседају Лавов, а Татари продиру у Пољску. Непријатељства су прекинута миром у Бучачу (18. октобар 1672). Пољска се одрекла Украјине западно од Дњестра и Подолије и обавезала се на плаћање високе ратне одштете.
Међутим, пољски Сејм није потврдио те обавезе па је рат настављен. Собјески је новембра 1673. године поразио Турке поново код Хотина. Пољаци, међутим, нису искористили ту победу те су Турци повратили Хотин и деблокирали Камјењец Подолски након чега су продрли до Лавова. У бици код Лавова, Собјески је 1675. године тукао турско-татарску војску, а након тога је имао успеха и у борбама код Журавна. Миром у Журавну (27. октобар 1676), Пољска је задржала само део Украјине западно од Дњепра. Мир између Пољске и Турске није дуго потрајао. Суочена са опсадом Беча, Аустрија склапа 1683. године савез са Пољском, а Пољска следеће године приступа Светој лиги која је у Великом бечком рату (1683—1699) Турцима нанела пораз.